# Шон, Ральф
Ральф Шон (люкс. Ralph Schon; род. 20 января 1990, Вильц) — люксембургский футболист, вратарь клуба «Вильц» и сборной Люксембурга.

## Клубная карьера
Шон вырос в футбольной семье. Его отец, сестра и младший брат играли в футбол. Занимался футболом в системе клуба «Норден 02». В 2011 году в составе «Нордена» Ральф начал играть во Второй лиге Люксембурга, проведя в клубе следующие пять сезонов. С 2016 по 2020 год являлся основным вратарём в клубе «УНА Штрассен» из чемпионата Люксембурга. Летом 2020 года перешёл в стан «Вильца». В декабре 2020 года получил травму руки из-за которой выбыл на несколько месяцев.

## Карьера в сборной
Впервые в заявку на матч национальной сборной Люксембурга попал товарищескую игру с Грецией в 2015 году. Официальный дебют за сборную состоялся спустя год, 13 ноября 2016 года, в матче квалификации на чемпионат мира против Нидерландов (1:3). На следующий день после игры Ральф Шон вернулся к своей основной профессии учителя в небольшой школе на 110 учеников.
По состоянию на март 2025 года провёл за сборную 19 матчей.